# Sterculo
Sterculo, Stercolino, Stercuzio, o Sterquilino, secondo la mitologia romana, è il dio inventore della concimazione dei campi e degli escrementi.
È citato negli Indigitamenta.
Fu detto padre di Pico, che secondo la leggenda gli avrebbe consacrato un altare a Roma, e identificato con Saturno, Pilumno o Picumno